# Église Saint-Pierre de Simard
L'église Saint-Pierre de Simard est une église située sur le territoire de la commune de Simard, dans le département français de Saône-et-Loire et la région Bourgogne-Franche-Comté.

## Historique
L’église actuelle a été construite à partir de 1868, à l'emplacement de l'ancienne église, en briques et façade en pierre, sur les plans de l'architecte départemental André Berthier (1811-1873). 
Le clocher est toutefois postérieur : il fut achevé en 1886. De forme quadrangulaire, avec sa haute pyramide à quatre pans, ce clocher-porche néo-roman est creusé de deux baies jumelles en plein cintre par face, à l’étage du beffroi.

## Architecture
L’église se compose d’une nef de quatre travées, d’un transept saillant et du sanctuaire constitué par une travée droite et une abside semi-circulaire éclairée par trois baies en plein cintre.

## Mobilier
L'église dispose d'un remarquable maître-autel, où est sculptée la copie de La Cène de Léonard de Vinci.
Y est par ailleurs visible une reproduction de la grotte de Lourdes.

## Culte
Édifice consacré du diocèse d'Autun relevant de la paroisse de la Sainte-Trinité-en-Bresse (siège à Saint-Germain-du-Bois) – qui en est affectataire au titre de la loi de 1905 –, l'église de Simard est un lieu de culte catholique.